# Weißenborn (Saxônia)
Weißenborn é um município da Alemanha, situado no distrito de  Mittelsachsen, no estado da Saxônia. Tem 22,51 km² de área, e sua população em 2019 foi estimada em 2.468 habitantes.